# Joseph Lagrange (traducteur)
Pour les articles homonymes, voir Lagrange.
Ne doit pas être confondu avec Nicolas La Grange.
Joseph Lagrange est un traducteur français né à Paris en 1738 et mort le 18 octobre 1775. Il maîtrisait le grec ancien et le latin.
Il fut précepteur des enfants de d'Holbach.
Certaines de ses traductions sont signées M. L* G**.

## Œuvres traduites
- Lucrèce, De la nature des choses, traduit nouvelle avec des notes par M. L* G**, Paris, chez Bleuet, 1768 (BNF 40361174), tome 1, tome 2.
  - Rééd. Paris, Didot le jeune, Bleuet père, an II, 3 vol. (BNF 30844169).
- Antiquités de la Grèce en général [Antiquitates Graecae] & d'Athènes en particulier, par Lambert Bos, avec les notes de Frid. Leisner[1], trad. du latin par La Grange [sic], Paris, Bleuet, 1769, in-12°[2].
- Œuvres de Sénèque, Paris, De Bure, 1777.